# Marcus Vinicius Urban Toledo dos Reis
Marcus Vinicius Urban Toledo dos Reis, meglio noto come Marcus Toledo (Araraquara, 10 luglio 1986), è un cestista brasiliano con cittadinanza spagnola.

## Carriera
Con il Brasile ha disputato i Campionati americani del 2015.

## Palmarès
- Copa Príncipe de Asturias: 1

Atapuerca Burgos: 2013